# Vuelta a Bélgica 2017
La 87ª edición de la Vuelta a Bélgica fue una carrera de ciclismo en ruta por etapas que se celebró entre el 24 y el 28 de mayo de 2017 sobre un recorrido de 740,4 km, repartidos en 5 etapas, con inicio en la ciudad de Lochristi y final en Lochristi.
La carrera perteneció al UCI Europe Tour 2017 dentro de la categoría 2.HC (máxima categoría de estos circuitos).
La carrera fue ganada por el corredor belga Jens Keukeleire del equipo Orica-Scott, en segundo lugar Rémi Cavagna (Quick-Step Floors) y en tercer lugar Tony Martin (Team Katusha-Alpecin).

## Equipos participantes
Tomaron parte en la carrera 20 equipos. 5 de categoría UCI ProTeam; 10 de categoría Profesional Continental; 3 de categoría Continental y la selección nacional de Bélgica.
| WorldTeams (5)- Astana - Katusha-Alpecin - Lotto-Soudal - Quick-Step Floors - Trek-Segafredo Equipos continentales profesionales (10)- Aqua Blue Sport - Cofidis, Solutions Crédits - Direct Énergie - Fortuneo-Vital Concept - Nippo-Vini Fantini - Roompot-Nederlandse Loterij - Sport Vlaanderen-Baloise - Verandas Willems-Crelan - Wanty-Groupe Gobert - WB-Veranclassic-Aqua Protect Equipos continentales (4)- Beobank-Corendon - Cibel-Cebon - Pauwels Sauzen-Vastgoedservice - Telenet-Fidea Lions Equipo nacional- Bélgica |
| |

## Recorrido
La Vuelta a Bélgica dispuso de cinco etapas para un recorrido total de 740,4 kilómetros.
| Etapa     | Fecha     | Recorrido                | type                    | Distancia (km) | Ganador              | Líder            |
| --------- | --------- | ------------------------ | ----------------------- | -------------- | -------------------- | ---------------- |
| 1.ª etapa | 24 de may | Lochristi – Knokke-Heist | etapa escarpada         | 178,8          | Bryan Coquard        | Bryan Coquard    |
| 2.ª etapa | 25 de may | Knokke-Heist – Moorslede | etapa escarpada         | 199            | Mathieu van der Poel | Philippe Gilbert |
| 3.ª etapa | 26 de may | Beveren – Beveren        | contrarreloj individual | 13,4           | Matthias Brändle     | Wout van Aert    |
| 4.ª etapa | 27 de may | Ans – Ans                | etapa escarpada         | 167,8          | Maurits Lammertink   | Rémi Cavagna     |
| 5.ª etapa | 28 de may | Tienen – Tongeren        | etapa llana             | 169,6          | Jens Debusschere     | Jens Keukeleire  |

### 1ª Etapa
| \| Clasificación de la etapa \| Clasificación de la etapa \| Clasificación de la etapa \| Clasificación de la etapa \| Clasificación de la etapa \| \| Ciclista \| Ciclista \| Equipo \| Tiempo \| \| \| ------------------------- \| ------------------------- \| ---------------------------- \| ------------------------- \| ------------------------- \| \| 1.º \| Bryan Coquard \| Direct Énergie \| 4 h 08 min 58 s \| \| \| 2.º \| Jens Debusschere \| Lotto-Soudal \| + 0 s \| \| \| 3.º \| Daniel McLay \| Fortuneo-Vital Concept \| + 0 s \| \| \| 4.º \| Tom Van Asbroeck \| Bélgica \| + 0 s \| \| \| 5.º \| Roy Jans \| WB-Veranclassic-Aqua Protect \| + 0 s \| \| \| 6.º \| Bert Van Lerberghe \| Sport Vlaanderen-Baloise \| + 0 s \| \| \| 7.º \| Baptiste Planckaert \| Katusha-Alpecin \| + 0 s \| \| \| 8.º \| Michael Van Staeyen \| Cofidis, Solutions Crédits \| + 0 s \| \| \| 9.º \| Kenny Dehaes \| Wanty-Groupe Gobert \| + 0 s \| \| \| 10.º \| Nicolas Marini \| Nippo-Vini Fantini \| + 0 s \| \| |                     |                              |                 |
| |                     |                              |                 |
| |                     |                              |                 |
| Clasificación de la etapa |                     |                              |                 |
| Ciclista | Ciclista            | Equipo                       | Tiempo          |
| 1.º | Bryan Coquard       | Direct Énergie               | 4 h 08 min 58 s |
| 2.º | Jens Debusschere    | Lotto-Soudal                 | + 0 s           |
| 3.º | Daniel McLay        | Fortuneo-Vital Concept       | + 0 s           |
| 4.º | Tom Van Asbroeck    | Bélgica                      | + 0 s           |
| 5.º | Roy Jans            | WB-Veranclassic-Aqua Protect | + 0 s           |
| 6.º | Bert Van Lerberghe  | Sport Vlaanderen-Baloise     | + 0 s           |
| 7.º | Baptiste Planckaert | Katusha-Alpecin              | + 0 s           |
| 8.º | Michael Van Staeyen | Cofidis, Solutions Crédits   | + 0 s           |
| 9.º | Kenny Dehaes        | Wanty-Groupe Gobert          | + 0 s           |
| 10.º | Nicolas Marini      | Nippo-Vini Fantini           | + 0 s           |

| \| Clasificación general \| Clasificación general \| Clasificación general \| Clasificación general \| Clasificación general \| \| Ciclista \| Ciclista \| Equipo \| Tiempo \| \| \| --------------------- \| --------------------- \| ---------------------------- \| --------------------- \| --------------------- \| \| 1.º \| Bryan Coquard \| Direct Énergie \| 4 h 08 min 48 s \| \| \| 2.º \| Lasse Norman Leth \| Aqua Blue Sport \| + 1 s \| \| \| 3.º \| Jens Debusschere \| Lotto-Soudal \| + 4 s \| \| \| 4.º \| Daniel McLay \| Fortuneo-Vital Concept \| + 6 s \| \| \| 5.º \| Pieter Vanspeybrouck \| Wanty-Groupe Gobert \| + 6 s \| \| \| 6.º \| Oliver Naesen \| AG2R La Mondiale \| + 8 s \| \| \| 7.º \| Philippe Gilbert \| Quick-Step Floors \| + 8 s \| \| \| 8.º \| Élie Gesbert \| Fortuneo-Vital Concept \| + 9 s \| \| \| 9.º \| Tom Van Asbroeck \| Cannondale-Drapac \| + 10 s \| \| \| 10.º \| Roy Jans \| WB-Veranclassic-Aqua Protect \| + 10 s \| \| |                      |                              |                 |
| |                      |                              |                 |
| |                      |                              |                 |
| Clasificación general |                      |                              |                 |
| Ciclista | Ciclista             | Equipo                       | Tiempo          |
| 1.º | Bryan Coquard        | Direct Énergie               | 4 h 08 min 48 s |
| 2.º | Lasse Norman Leth    | Aqua Blue Sport              | + 1 s           |
| 3.º | Jens Debusschere     | Lotto-Soudal                 | + 4 s           |
| 4.º | Daniel McLay         | Fortuneo-Vital Concept       | + 6 s           |
| 5.º | Pieter Vanspeybrouck | Wanty-Groupe Gobert          | + 6 s           |
| 6.º | Oliver Naesen        | AG2R La Mondiale             | + 8 s           |
| 7.º | Philippe Gilbert     | Quick-Step Floors            | + 8 s           |
| 8.º | Élie Gesbert         | Fortuneo-Vital Concept       | + 9 s           |
| 9.º | Tom Van Asbroeck     | Cannondale-Drapac            | + 10 s          |
| 10.º | Roy Jans             | WB-Veranclassic-Aqua Protect | + 10 s          |

### 2ª Etapa
| \| Clasificación de la etapa \| Clasificación de la etapa \| Clasificación de la etapa \| Clasificación de la etapa \| Clasificación de la etapa \| \| Ciclista \| Ciclista \| Equipo \| Tiempo \| \| \| ------------------------- \| ------------------------- \| ---------------------------- \| ------------------------- \| ------------------------- \| \| 1.º \| Mathieu van der Poel \| Beobank-Corendon \| 4 h 43 min 12 s \| \| \| 2.º \| Philippe Gilbert \| Quick-Step Floors \| + 0 s \| \| \| 3.º \| Wout van Aert \| Verandas Willems-Crelan \| + 0 s \| \| \| 4.º \| Oliver Naesen \| Bélgica \| + 0 s \| \| \| 5.º \| Olivier Pardini \| WB-Veranclassic-Aqua Protect \| + 0 s \| \| \| 6.º \| Florian Sénéchal \| Cofidis, Solutions Crédits \| + 0 s \| \| \| 7.º \| Tiesj Benoot \| Lotto-Soudal \| + 0 s \| \| \| 8.º \| Tony Martin \| Katusha-Alpecin \| + 3 s \| \| \| 9.º \| Julien Vermote \| Quick-Step Floors \| + 3 s \| \| \| 10.º \| Maarten Wynants \| LottoNL-Jumbo \| + 5 s \| \| |                      |                              |                 |
| |                      |                              |                 |
| |                      |                              |                 |
| Clasificación de la etapa |                      |                              |                 |
| Ciclista | Ciclista             | Equipo                       | Tiempo          |
| 1.º | Mathieu van der Poel | Beobank-Corendon             | 4 h 43 min 12 s |
| 2.º | Philippe Gilbert     | Quick-Step Floors            | + 0 s           |
| 3.º | Wout van Aert        | Verandas Willems-Crelan      | + 0 s           |
| 4.º | Oliver Naesen        | Bélgica                      | + 0 s           |
| 5.º | Olivier Pardini      | WB-Veranclassic-Aqua Protect | + 0 s           |
| 6.º | Florian Sénéchal     | Cofidis, Solutions Crédits   | + 0 s           |
| 7.º | Tiesj Benoot         | Lotto-Soudal                 | + 0 s           |
| 8.º | Tony Martin          | Katusha-Alpecin              | + 3 s           |
| 9.º | Julien Vermote       | Quick-Step Floors            | + 3 s           |
| 10.º | Maarten Wynants      | LottoNL-Jumbo                | + 5 s           |

| \| Clasificación general \| Clasificación general \| Clasificación general \| Clasificación general \| Clasificación general \| \| Ciclista \| Ciclista \| Equipo \| Tiempo \| \| \| --------------------- \| --------------------- \| ---------------------------- \| --------------------- \| --------------------- \| \| 1.º \| Philippe Gilbert \| Quick-Step Floors \| 8 h 51 min 57 s \| \| \| 2.º \| Wout van Aert \| Verandas Willems-Crelan \| + 6 s \| \| \| 3.º \| Oliver Naesen \| Bélgica \| + 8 s \| \| \| 4.º \| Florian Sénéchal \| Cofidis, Solutions Crédits \| + 12 s \| \| \| 5.º \| Olivier Pardini \| WB-Veranclassic-Aqua Protect \| + 13 s \| \| \| 6.º \| Tiesj Benoot \| Lotto-Soudal \| + 13 s \| \| \| 7.º \| Jelle Vanendert \| Lotto-Soudal \| + 15 s \| \| \| 8.º \| Tony Martin \| Katusha-Alpecin \| + 16 s \| \| \| 9.º \| Julien Vermote \| Quick-Step Floors \| + 16 s \| \| \| 10.º \| Maarten Wynants \| LottoNL-Jumbo \| + 18 s \| \| |                  |                              |                 |
| |                  |                              |                 |
| |                  |                              |                 |
| Clasificación general |                  |                              |                 |
| Ciclista | Ciclista         | Equipo                       | Tiempo          |
| 1.º | Philippe Gilbert | Quick-Step Floors            | 8 h 51 min 57 s |
| 2.º | Wout van Aert    | Verandas Willems-Crelan      | + 6 s           |
| 3.º | Oliver Naesen    | Bélgica                      | + 8 s           |
| 4.º | Florian Sénéchal | Cofidis, Solutions Crédits   | + 12 s          |
| 5.º | Olivier Pardini  | WB-Veranclassic-Aqua Protect | + 13 s          |
| 6.º | Tiesj Benoot     | Lotto-Soudal                 | + 13 s          |
| 7.º | Jelle Vanendert  | Lotto-Soudal                 | + 15 s          |
| 8.º | Tony Martin      | Katusha-Alpecin              | + 16 s          |
| 9.º | Julien Vermote   | Quick-Step Floors            | + 16 s          |
| 10.º | Maarten Wynants  | LottoNL-Jumbo                | + 18 s          |

### 3ª Etapa
| \| Clasificación de la etapa \| Clasificación de la etapa \| Clasificación de la etapa \| Clasificación de la etapa \| Clasificación de la etapa \| \| Ciclista \| Ciclista \| Equipo \| Tiempo \| \| \| ------------------------- \| ------------------------- \| -------------------------- \| ------------------------- \| ------------------------- \| \| 1.º \| Matthias Brändle \| Trek-Segafredo \| 15 min 40 s \| \| \| 2.º \| Tony Martin \| Katusha-Alpecin \| + 14 s \| \| \| 3.º \| Wout van Aert \| Verandas Willems-Crelan \| + 14 s \| \| \| 4.º \| Sylvain Chavanel \| Direct Énergie \| + 14 s \| \| \| 5.º \| Rémi Cavagna \| Quick-Step Floors \| + 21 s \| \| \| 6.º \| Lasse Norman Leth \| Aqua Blue Sport \| + 22 s \| \| \| 7.º \| Yves Lampaert \| Quick-Step Floors \| + 30 s \| \| \| 8.º \| Anthony Turgis \| Cofidis, Solutions Crédits \| + 33 s \| \| \| 9.º \| Jens Keukeleire \| Orica-Scott \| + 34 s \| \| \| 10.º \| Simon Špilak \| Katusha-Alpecin \| + 38 s \| \| |                   |                            |             |
| |                   |                            |             |
| |                   |                            |             |
| Clasificación de la etapa |                   |                            |             |
| Ciclista | Ciclista          | Equipo                     | Tiempo      |
| 1.º | Matthias Brändle  | Trek-Segafredo             | 15 min 40 s |
| 2.º | Tony Martin       | Katusha-Alpecin            | + 14 s      |
| 3.º | Wout van Aert     | Verandas Willems-Crelan    | + 14 s      |
| 4.º | Sylvain Chavanel  | Direct Énergie             | + 14 s      |
| 5.º | Rémi Cavagna      | Quick-Step Floors          | + 21 s      |
| 6.º | Lasse Norman Leth | Aqua Blue Sport            | + 22 s      |
| 7.º | Yves Lampaert     | Quick-Step Floors          | + 30 s      |
| 8.º | Anthony Turgis    | Cofidis, Solutions Crédits | + 33 s      |
| 9.º | Jens Keukeleire   | Orica-Scott                | + 34 s      |
| 10.º | Simon Špilak      | Katusha-Alpecin            | + 38 s      |

| \| Clasificación general \| Clasificación general \| Clasificación general \| Clasificación general \| Clasificación general \| \| Ciclista \| Ciclista \| Equipo \| Tiempo \| \| \| --------------------- \| --------------------- \| ---------------------------- \| --------------------- \| --------------------- \| \| 1.º \| Wout van Aert \| Verandas Willems-Crelan \| 9 h 07 min 57 s \| \| \| 2.º \| Tony Martin \| Katusha-Alpecin \| + 10 s \| \| \| 3.º \| Matthias Brändle \| Trek-Segafredo \| + 11 s \| \| \| 4.º \| Philippe Gilbert \| Quick-Step Floors \| + 19 s \| \| \| 5.º \| Lasse Norman Leth \| Aqua Blue Sport \| + 24 s \| \| \| 6.º \| Sylvain Chavanel \| Direct Énergie \| + 25 s \| \| \| 7.º \| Rémi Cavagna \| Quick-Step Floors \| + 32 s \| \| \| 8.º \| Olivier Pardini \| WB-Veranclassic-Aqua Protect \| + 35 s \| \| \| 9.º \| Julien Vermote \| Quick-Step Floors \| + 39 s \| \| \| 10.º \| Tiesj Benoot \| Lotto-Soudal \| + 40 s \| \| |                   |                              |                 |
| |                   |                              |                 |
| |                   |                              |                 |
| Clasificación general |                   |                              |                 |
| Ciclista | Ciclista          | Equipo                       | Tiempo          |
| 1.º | Wout van Aert     | Verandas Willems-Crelan      | 9 h 07 min 57 s |
| 2.º | Tony Martin       | Katusha-Alpecin              | + 10 s          |
| 3.º | Matthias Brändle  | Trek-Segafredo               | + 11 s          |
| 4.º | Philippe Gilbert  | Quick-Step Floors            | + 19 s          |
| 5.º | Lasse Norman Leth | Aqua Blue Sport              | + 24 s          |
| 6.º | Sylvain Chavanel  | Direct Énergie               | + 25 s          |
| 7.º | Rémi Cavagna      | Quick-Step Floors            | + 32 s          |
| 8.º | Olivier Pardini   | WB-Veranclassic-Aqua Protect | + 35 s          |
| 9.º | Julien Vermote    | Quick-Step Floors            | + 39 s          |
| 10.º | Tiesj Benoot      | Lotto-Soudal                 | + 40 s          |

### 4ª Etapa
| \| Clasificación de la etapa \| Clasificación de la etapa \| Clasificación de la etapa \| Clasificación de la etapa \| Clasificación de la etapa \| \| Ciclista \| Ciclista \| Equipo \| Tiempo \| \| \| ------------------------- \| ------------------------- \| ------------------------- \| ------------------------- \| ------------------------- \| \| 1.º \| Maurits Lammertink \| Katusha-Alpecin \| 4 h 09 min 50 s \| \| \| 2.º \| Ruben Guerreiro \| Trek-Segafredo \| + 0 s \| \| \| 3.º \| Jens Keukeleire \| Bélgica \| + 5 s \| \| \| 4.º \| Rémi Cavagna \| Quick-Step Floors \| + 5 s \| \| \| 5.º \| Jan Bakelants \| Bélgica \| + 31 s \| \| \| 6.º \| Julien Vermote \| Quick-Step Floors \| + 31 s \| \| \| 7.º \| Oliver Naesen \| AG2R La Mondiale \| + 31 s \| \| \| 8.º \| Tiesj Benoot \| Lotto-Soudal \| + 31 s \| \| \| 9.º \| Tony Martin \| Katusha-Alpecin \| + 31 s \| \| \| 10.º \| Philippe Gilbert \| Quick-Step Floors \| + 31 s \| \| |                    |                   |                 |
| |                    |                   |                 |
| |                    |                   |                 |
| Clasificación de la etapa |                    |                   |                 |
| Ciclista | Ciclista           | Equipo            | Tiempo          |
| 1.º | Maurits Lammertink | Katusha-Alpecin   | 4 h 09 min 50 s |
| 2.º | Ruben Guerreiro    | Trek-Segafredo    | + 0 s           |
| 3.º | Jens Keukeleire    | Bélgica           | + 5 s           |
| 4.º | Rémi Cavagna       | Quick-Step Floors | + 5 s           |
| 5.º | Jan Bakelants      | Bélgica           | + 31 s          |
| 6.º | Julien Vermote     | Quick-Step Floors | + 31 s          |
| 7.º | Oliver Naesen      | AG2R La Mondiale  | + 31 s          |
| 8.º | Tiesj Benoot       | Lotto-Soudal      | + 31 s          |
| 9.º | Tony Martin        | Katusha-Alpecin   | + 31 s          |
| 10.º | Philippe Gilbert   | Quick-Step Floors | + 31 s          |

| \| Clasificación general \| Clasificación general \| Clasificación general \| Clasificación general \| Clasificación general \| \| Ciclista \| Ciclista \| Equipo \| Tiempo \| \| \| --------------------- \| --------------------- \| ----------------------- \| --------------------- \| --------------------- \| \| 1.º \| Rémi Cavagna \| Quick-Step Floors \| 13 h 18 min 23 s \| \| \| 2.º \| Jens Keukeleire \| Bélgica \| + 1 s \| \| \| 3.º \| Tony Martin \| Katusha-Alpecin \| + 5 s \| \| \| 4.º \| Philippe Gilbert \| Quick-Step Floors \| + 14 s \| \| \| 5.º \| Julien Vermote \| Quick-Step Floors \| + 34 s \| \| \| 6.º \| Maurits Lammertink \| Katusha-Alpecin \| + \| \| \| 7.º \| Tiesj Benoot \| Lotto-Soudal \| + 35 s \| \| \| 8.º \| Oliver Naesen \| Bélgica \| + 36 s \| \| \| 9.º \| Ruben Guerreiro \| Trek-Segafredo \| + 46 s \| \| \| 10.º \| Wout van Aert \| Verandas Willems-Crelan \| + 52 s \| \| |                    |                         |                  |
| |                    |                         |                  |
| |                    |                         |                  |
| Clasificación general |                    |                         |                  |
| Ciclista | Ciclista           | Equipo                  | Tiempo           |
| 1.º | Rémi Cavagna       | Quick-Step Floors       | 13 h 18 min 23 s |
| 2.º | Jens Keukeleire    | Bélgica                 | + 1 s            |
| 3.º | Tony Martin        | Katusha-Alpecin         | + 5 s            |
| 4.º | Philippe Gilbert   | Quick-Step Floors       | + 14 s           |
| 5.º | Julien Vermote     | Quick-Step Floors       | + 34 s           |
| 6.º | Maurits Lammertink | Katusha-Alpecin         | +                |
| 7.º | Tiesj Benoot       | Lotto-Soudal            | + 35 s           |
| 8.º | Oliver Naesen      | Bélgica                 | + 36 s           |
| 9.º | Ruben Guerreiro    | Trek-Segafredo          | + 46 s           |
| 10.º | Wout van Aert      | Verandas Willems-Crelan | + 52 s           |

### 5ª Etapa
| \| Clasificación de la etapa \| Clasificación de la etapa \| Clasificación de la etapa \| Clasificación de la etapa \| Clasificación de la etapa \| \| Ciclista \| Ciclista \| Equipo \| Tiempo \| \| \| ------------------------- \| ------------------------- \| --------------------------- \| ------------------------- \| ------------------------- \| \| 1.º \| Jens Debusschere \| Lotto-Soudal \| 3 h 41 min 25 s \| \| \| 2.º \| Coen Vermeltfoort \| Roompot-Nederlandse Loterij \| + 0 s \| \| \| 3.º \| Boy van Poppel \| Trek-Segafredo \| + 0 s \| \| \| 4.º \| Baptiste Planckaert \| Katusha-Alpecin \| + 0 s \| \| \| 5.º \| Kenny Dehaes \| Wanty-Groupe Gobert \| + 0 s \| \| \| 6.º \| Aaron Gate \| Aqua Blue Sport \| + 0 s \| \| \| 7.º \| Bert Van Lerberghe \| Sport Vlaanderen-Baloise \| + 0 s \| \| \| 8.º \| Jürgen Roelandts \| Lotto-Soudal \| + 0 s \| \| \| 9.º \| Michael Van Staeyen \| Cofidis, Solutions Crédits \| + 0 s \| \| \| 10.º \| Joeri Stallaert \| Cibel-Cebon \| + 0 s \| \| |                     |                             |                 |
| |                     |                             |                 |
| |                     |                             |                 |
| Clasificación de la etapa |                     |                             |                 |
| Ciclista | Ciclista            | Equipo                      | Tiempo          |
| 1.º | Jens Debusschere    | Lotto-Soudal                | 3 h 41 min 25 s |
| 2.º | Coen Vermeltfoort   | Roompot-Nederlandse Loterij | + 0 s           |
| 3.º | Boy van Poppel      | Trek-Segafredo              | + 0 s           |
| 4.º | Baptiste Planckaert | Katusha-Alpecin             | + 0 s           |
| 5.º | Kenny Dehaes        | Wanty-Groupe Gobert         | + 0 s           |
| 6.º | Aaron Gate          | Aqua Blue Sport             | + 0 s           |
| 7.º | Bert Van Lerberghe  | Sport Vlaanderen-Baloise    | + 0 s           |
| 8.º | Jürgen Roelandts    | Lotto-Soudal                | + 0 s           |
| 9.º | Michael Van Staeyen | Cofidis, Solutions Crédits  | + 0 s           |
| 10.º | Joeri Stallaert     | Cibel-Cebon                 | + 0 s           |

## Clasificaciones finales
- Las clasificaciones finalizaron de la siguiente forma:[5]

### Clasificación general
| \| Clasificación general \| Clasificación general \| Clasificación general \| Clasificación general \| Clasificación general \| \| Ciclista \| Ciclista \| Equipo \| Tiempo \| \| \| --------------------- \| --------------------- \| ----------------------- \| --------------------- \| --------------------- \| \| 1.º \| Jens Keukeleire \| Orica-Scott \| 16 h 59 min 42 s \| \| \| 2.º \| Rémi Cavagna \| Quick-Step Floors \| + 6 s \| \| \| 3.º \| Tony Martin \| Katusha-Alpecin \| + 11 s \| \| \| 4.º \| Philippe Gilbert \| Quick-Step Floors \| + 12 s \| \| \| 5.º \| Julien Vermote \| Quick-Step Floors \| + 38 s \| \| \| 6.º \| Maurits Lammertink \| Katusha-Alpecin \| + 40 s \| \| \| 7.º \| Tiesj Benoot \| Lotto-Soudal \| + 40 s \| \| \| 8.º \| Oliver Naesen \| AG2R La Mondiale \| + 42 s \| \| \| 9.º \| Ruben Guerreiro \| Trek-Segafredo \| + 52 s \| \| \| 10.º \| Wout van Aert \| Verandas Willems-Crelan \| + 58 s \| \| |                    |                         |                  |
| |                    |                         |                  |
| Fuente: ProCyclingStats |                    |                         |                  |
| Clasificación general |                    |                         |                  |
| Ciclista | Ciclista           | Equipo                  | Tiempo           |
| 1.º | Jens Keukeleire    | Orica-Scott             | 16 h 59 min 42 s |
| 2.º | Rémi Cavagna       | Quick-Step Floors       | + 6 s            |
| 3.º | Tony Martin        | Katusha-Alpecin         | + 11 s           |
| 4.º | Philippe Gilbert   | Quick-Step Floors       | + 12 s           |
| 5.º | Julien Vermote     | Quick-Step Floors       | + 38 s           |
| 6.º | Maurits Lammertink | Katusha-Alpecin         | + 40 s           |
| 7.º | Tiesj Benoot       | Lotto-Soudal            | + 40 s           |
| 8.º | Oliver Naesen      | AG2R La Mondiale        | + 42 s           |
| 9.º | Ruben Guerreiro    | Trek-Segafredo          | + 52 s           |
| 10.º | Wout van Aert      | Verandas Willems-Crelan | + 58 s           |

## Evolución de las clasificaciones
| Etapa (Vencedor)                 | Clasificación general | Clasificación por puntos | Clasificación de la combatividad | Clasificación por equipos |
| -------------------------------- | --------------------- | ------------------------ | -------------------------------- | ------------------------- |
| 1.ª etapa (Bryan Coquard)        | Bryan Coquard         | Bryan Coquard            | Kenneth Vanbilsen                | Sport Vlaanderen-Baloise  |
| 2.ª etapa (Mathieu van der Poel) | Philippe Gilbert      | Bryan Coquard            | Kenneth Vanbilsen                | Quick-Step Floors         |
| 3.ª etapa (Matthias Brändle)     | Wout van Aert         | Wout van Aert            | Kenneth Vanbilsen                | Quick-Step Floors         |
| 4.ª etapa (Maurits Lammertink)   | Rémi Cavagna          | Tony Martin              | Kenneth Vanbilsen                | Quick-Step Floors         |
| 5.ª etapa (Jens Debusschere)     | Jens Keukeleire       | Jens Debusschere         | Kenneth Vanbilsen                | Quick-Step Floors         |
| Clasificación final              | Jens Keukeleire       | Jens Debusschere         | Kenneth Vanbilsen                | Quick-Step Floors         |

## UCI World Ranking
La Vuelta a Bélgica otorga puntos para el UCI Europe Tour 2017 y el UCI World Ranking, este último para corredores de los equipos en las categorías UCI ProTeam, Profesional Continental y Equipos Continentales. Las siguientes tablas son el baremo de puntuación y los corredores que obtuvieron puntos:
| Posición              | 1.ª | 2.ª | 3.ª | 4.ª | 5.ª | 6.ª | 7.ª | 8.ª | 9.ª | 10.ª |
| Clasificación general | 200 | 150 | 125 | 100 | 85  | 70  | 60  | 50  | 40  | 35   |
| Por etapa             | 20  | 10  | 5   |     |     |     |     |     |     |      |
| Líder                 | 5   |     |     |     |     |     |     |     |     |      |

| Clasificación | Clasificación      | Clasificación           | Clasificación | Clasificación | Clasificación | Clasificación |
| Posición      | Ciclista           | Equipo                  | General       | Etapa         | Líder         | Total         |
| ------------- | ------------------ | ----------------------- | ------------- | ------------- | ------------- | ------------- |
| 1.º           | Jens Keukeleire    | Selección de Bélgica    | 200           | 5             | -             | 205           |
| 2.º           | Rémi Cavagna       | Quick-Step Floors       | 150           | -             | 5             | 155           |
| 3.º           | Tony Martin        | Katusha-Alpecin         | 125           | 10            | -             | 135           |
| 4.º           | Philippe Gilbert   | Quick-Step Floors       | 100           | 10            | 5             | 115           |
| 5.º           | Maurits Lammertink | Katusha-Alpecin         | 70            | 20            | -             | 90            |
| 6.º           | Julien Vermote     | Quick-Step Floors       | 85            | -             | -             | 85            |
| 7.º           | Tiesj Benoot       | Lotto Soudal            | 60            | -             | -             | 60            |
| 8.º           | Oliver Naesen      | Selección de Bélgica    | 50            | -             | -             | 50            |
| 9.º           | Ruben Guerreiro    | Trek-Segafredo          | 40            | 10            | -             | 50            |
| 10.º          | Wout van Aert      | Vérandas Willems-Crelan | 35            | 10            | 5             | 50            |